# Hačky
Hačky (en allemand : Haken) est une commune du district de Prostějov, dans la région d'Olomouc, en République tchèque. Sa population s'élevait à 121 habitants en 2023.

## Géographie
Hačky se trouve à 6 km au nord-est de Konice, à 21 km au nord-ouest de Prostějov, à 23 km à l'ouest-nord-ouest d'Olomouc et à 187 km à l'est-sud-est de Prague.
La commune est limitée par Polomí au nord, par Bohuslavice à l'est, par Rakůvka au sud, et par Hvozd à l'ouest.

## Histoire
La première mention écrite de la localité date de 1318.

## Galerie

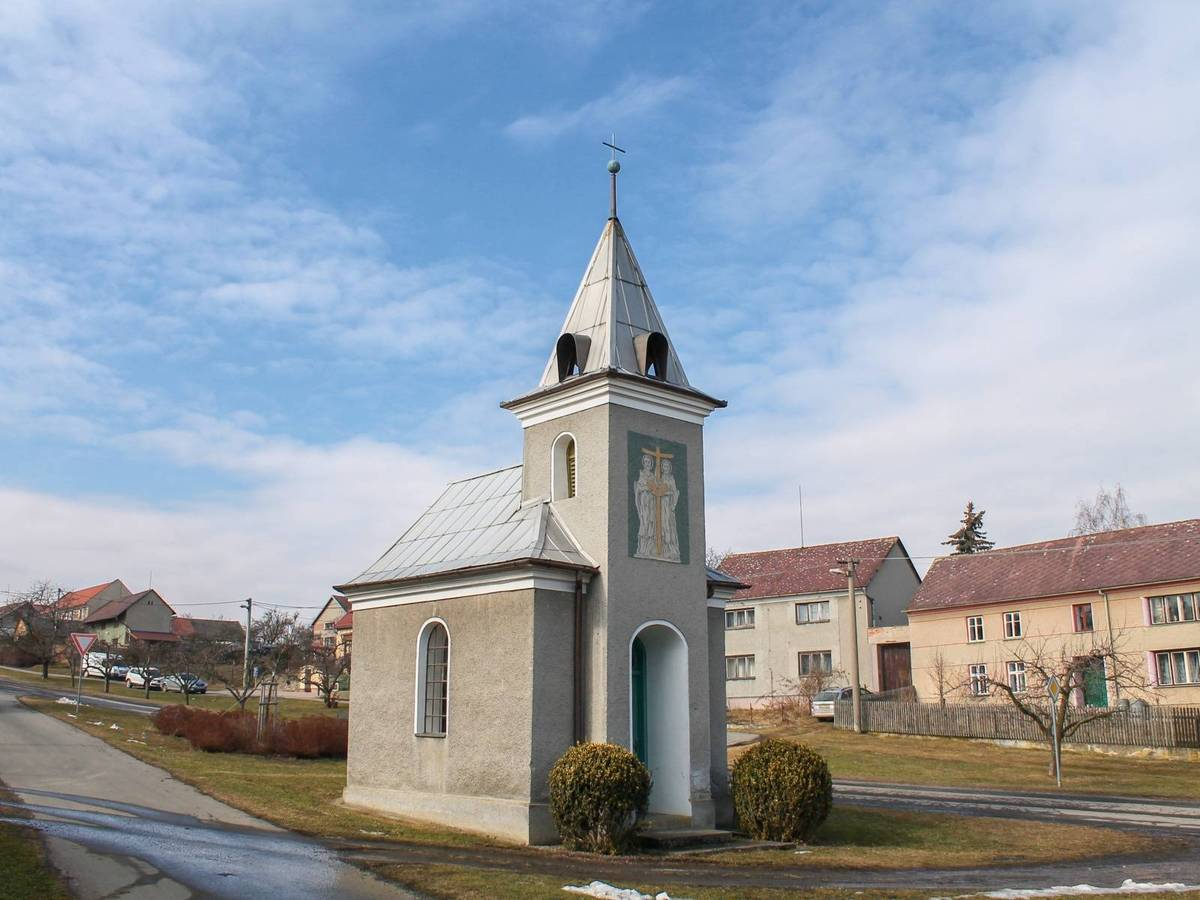
Chapelle à Hačky.

## Transports
Par la route, Hačky se trouve à 1,7 km de Bohuslavice, à 26 km de Prostějov, à 27 km d'Olomouc et à 245 km de Prague.